# 베이윈허둥역
베이윈허둥역(중국어: 北运河东站)은 계획 및 건설 단계에서 컨벤션전시센터역(会展中心站)으로 알려져 있었다. 중국 베이징시 퉁저우구 퉁윈 가도 양투오 마을의 동측 6환 서측 도로와 윈허 동대가(雲河東街) 교차로에 위치한 베이징 지하철 6호선의 지하철역이다. 2014년 12월 28일 6호선 2단계가 개통되었으나, 착공 후 신설된 역으로 늦게 착공하여 2018년 12월 30일에 개장되었다.

## 위치
베이윈허둥역은 베이징시부중심 행정 사무구에 위치하고 있으며, 둥리우후안 내 베이윈허, 징하 철로와 교차하여 형성된 삼각구 내에서 양투오둥제(동서 방향)와 양투오중루(남북 방향)가 교차하는 지점에 위치한다. 베이윈허 동안(东岸)에 있다 하여 역명이 제정되었다. 이 역의 서쪽은 건설 중인 베이징 시 부중심역의 종합 교통 중심지이다.
베이윈허둥역은 베이징시부중심 윈허 상무구, 베이윈허 서안(西岸), 위다이허 대가의 북쪽에 위치하고 있으며, 북서 - 남동 방향으로 배열되어 있다.

## 역 구조

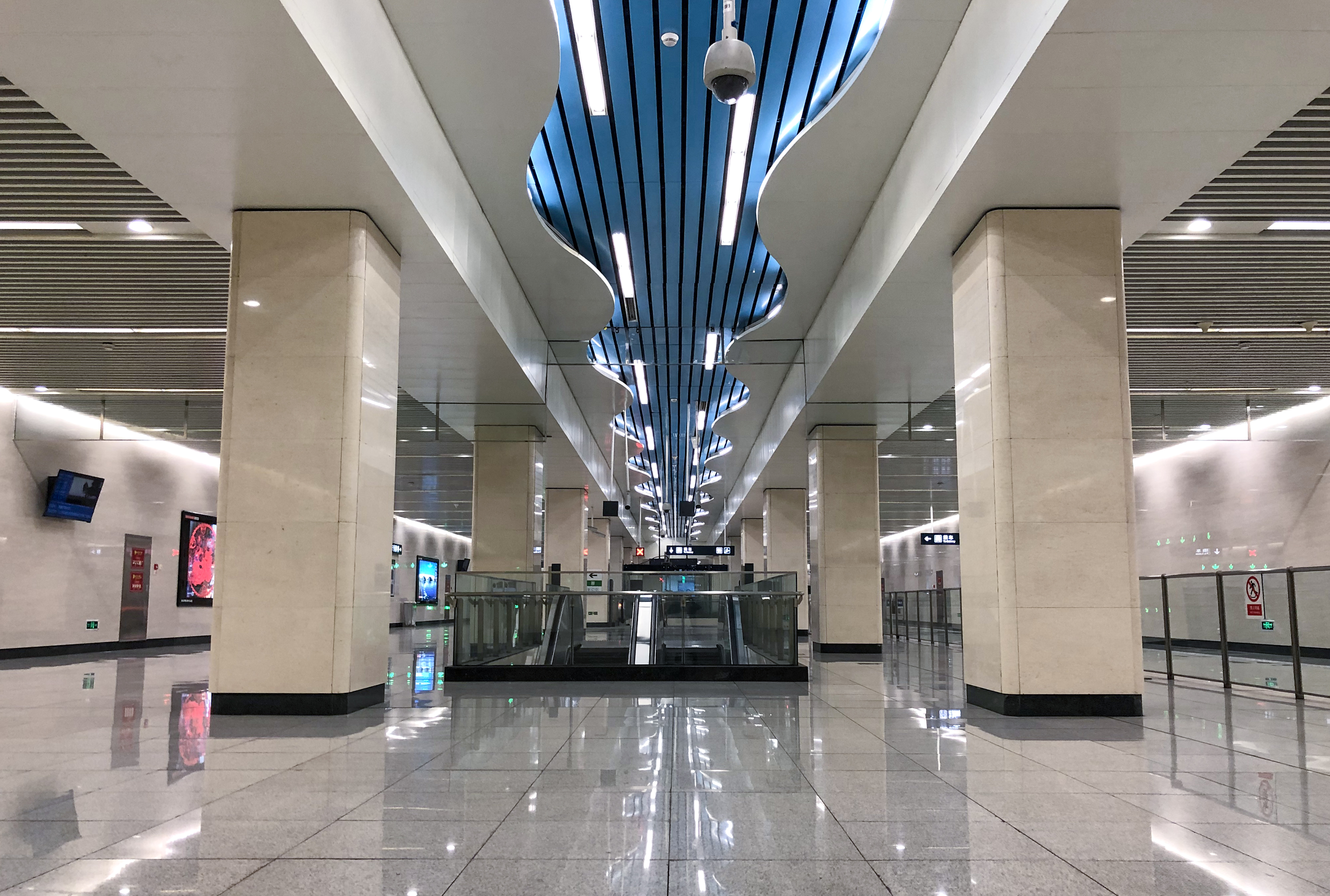
대합실(2019년 1월)

### 층별 구조
베이윈허둥역은 지하 2층 역이며 섬식 승강장 설계를 채택했고, 굴착 방식으로 시공되었다.
착공 당시 베이윈허시역에서 하오자푸역까지 실드 터널이 건설되었으며 역 건설을 위해 실드 튜브의 일부가 파괴되었다.
| 지면층          | 가도                            | A—D출구                            |
| 지하 1층 대합실 | 대합실                          | 고객 센터, 자동발매기, 개집표기    |
| 지하 2층 승강장 | ←                               | ■ 6호선 진안차오 방면 (베이윈허시) |
| 지하 2층 승강장 | 섬식 승강장, 왼쪽 출입문이 열림 |                                    |
| 지하 2층 승강장 | →                               | ■ 6호선 루청 방면 (하오자푸)       |

### 정거장 예술
베이윈허둥의 역사 및 승강장 꼭대기에는 첸탕강을 상징하는 연청색 장식띠가 설치되어 있다.
역 구내에는 베이징시의 일부 화가들의 작품을 나열한 벽화 《명가일추》가 설치되어 있는데, 명가의 작품 대표성을 징청 건축의 실루엣에 맞게 배경 속을 부분적으로 어긋나게 전시하고, 이에 대응하는 도장은 베이징 - 항저우 운하를 상징하는 수운문양에 배열되어 있으며, 승객들은 작품의 국부적인 예술적 특징을 관찰하고 명가의 도장을 찾아봄으로써 저자를 짐작할 수 있고, 문화전파와 인터랙티브 체험의 완벽한 조화를 구성하고 있다.

### 출구
|                         |                              |                                                                                        |      |                  |
| 출구                    | 지시                         | 목적지                                                                                 | 사진 | 장애인 편의 시설 |
| 出口 · B                | 양투오 동가(杨坨东街) (북측) | 지윈난리 2구(紫运南里二区)                                                             |      |                  |
| 出口 · C                | 양투오 동가(杨坨东街) (남측) | 베이징시 퉁저우구 윈허 초등학교(北京市通州区通运小学), 둥리우후안 서측로(东六环西侧路) |      | 빈칸             |
| 出口 · D                | 지윈 중로(紫运中路)          | 지윈난리 1구(紫运南里二区)                                                             |      | 빈칸             |
| 아이콘 설명: 엘리베이터 |                              |                                                                                        |      |                  |